# Näset (naturreservat, Osby kommun)
Näset är ett kommunalt naturreservat i Osby kommun i Skåne län.
Området är naturskyddat sedan 2007 och är 24 hektar stort. Reservatet är beläget på en halvö i Osbysjön och består till stor del av mader, fuktiga strandängar som regelbundet översvämmas, och moränmark. Markerna hålls öppna med hjälp av betesdjur.
Det är gratis att fiska i Osbysjön. På Näset finns flera fiskeplatser. Här kan man fiska gös, gädda, abborre, lake, braxen och öring. 